# Курськ
Курськ (рос. Курск) — місто в Росії, адміністративний центр Курської області. Центр українсько-російського етноісторичного краю Курщина. Населення — 435 117 мешканців (2015).

## Походження назви

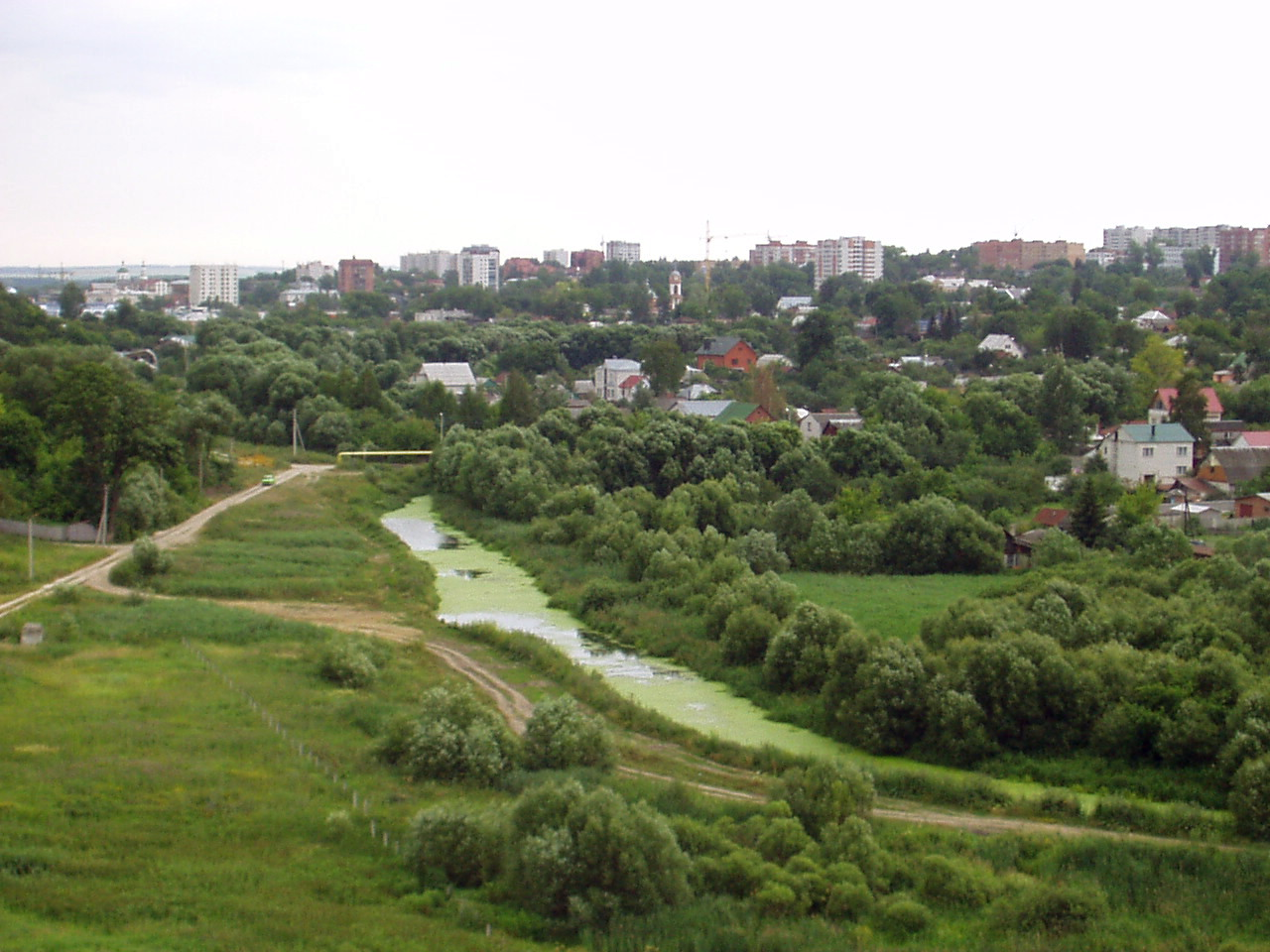
Сучасний вигляд Курська

Назване за розташуванням при впаданні струмка Кур в річку Тускарь. Кур, можливо, пов'язаний з народним терміном кур'я — «річкова затока, вузька протока річки, затон». Крім того, є декілька альтернативних версій, що пояснюють назву міста. Зокрема, назва зв'язується з куріпками, які мешкали в даній місцевості. Три куріпки у польоті зображені і на міському гербі Курська.

## Історія
Курськ вперше згадується в Житії Феодосія Печерського (не раніше 1032, коли Дніпровське лівобережжя перейшло у володіння Ярослава Мудрого).
- Перша згадка в Лаврентіївському літописі — під 1095 роком. Тоді курським князем Ізяславом Володимировичем була зведена фортеця
- З кінця 11 століття Курськ — один з щонайпотужніших форпостів на межі Київської Русі; первинна курська фортеця розібрана в середині 17 століття
- У столітті Курське князівство виділилося із Сіверського.
- У 1185 році князь Всеволод направив дружину проти половців; цей невдалий похід руських князів описаний в «Слові о полку Ігоревім»
- У 1238 році місто було повністю зруйноване татаро-монголами
- Від 1360 року до кінця XV століття Курськ був у складі Великого князівства Литовського
- Згадується у переліку руських міст далеких і близьких кінця XIV століття як «київське» місто[1].
- У XVI-XVII століттях Курськ — важливий оборонний пункт Московської держави (увійшов до його складу 1508 року) на межі з Річчю Посполитою і Диким полем
- Відомі згадки про Курськ у «Книзі Великого Креслення» (1517), в указі Івана IV Грозного (1582; цар наказував засилати «кромешників, бунтівників, бунтарів» «в околичні міста Севськ та Курськ»)
- 1596 року була зведена нова фортеця
- На початку XVII століття на Курськ неодноразово нападали українсько-польські війська (у 1612 1616 1617 1634), кримські татари, ногайці, але водночас курська фортеця так і не була узята
- 1616 року в курському гарнізоні налічувалося понад 1 300 душ
- До Курська були переселені мешканці з Орла і інших південноросійських міст (у 1678 році в Курську вже налічувалося 2 800 мешканців). Місто розвивалося завдяки вигідному географічному положенню (дорога на Київ, найкоротший шлях з Москви в Крим). Був організований ливарний двір, розвивалися квасний і соляний промисли. Велася активна торгівля (головним чином, хлібна) з українськими землями (в середині XVII століття побудований Гостинний двір)
- Іван Мазепа неодноразово був у місті. З 1703 року він отримав у приватну власність землі у Льговському, Рильському і Путивльському повітах. В Курську збереглися палати Івана Мазепи

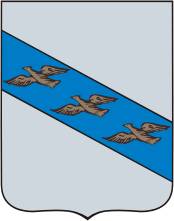
Герб міста Курськ (1780)

- У 1708 році у складі Київської губернії

### Російська імперія
- У 1727 році — у складі Бєлгородської губернії
- З 1779 року — центр Курського намісництва (першим намісником Курська був генерал-фельдмаршал П. Рум'янцев)

- У 1797 році — центр Курської губернії (першим губернатором був С. Бурнашов)
- У 1785, у рік утворення міської Думи, у Курську налічувалося 7590 мешканців
- До XVIII століття Курськ стає великим торговим містом і остаточно втрачає прикордонне значення. Отримали розвиток шкіряна, цегляна, вапняна промисловість. Будувалися численні кам'яні споруди (торгові ряди і ін). У Курську діяла судноплавна компанія (управляв нею сам губернатор), — торгові судна відправлялися вниз по Сейму у бік Києва.

Головною подією міста був (і досі проводиться) щорічний хресний хід із Знаменського монастиря (заснований 1612 року) в Корінній пустелі, поряд з якою виник Корінний ярмарок, один із найбільших в Росії (у 1878 переведений до Курська).
Після великої пожежі, що спустошила Курськ у 1781 році, був прийнятий новий генеральний план міста, згідно з яким центральне положення повинні були зайняти торгові ряди (які і були зведені на центральній площі, що отримала назву Червоної). У 1768 з'явилася кам'яна Ільінська церква (була відома своїм хором півчих), в 1788 був побудований кафедральний Казанський собор в стилі бароко; до 1778 був завершений Троїце-Сергіївський собор з багатим внутрішнім убранням.
У 1780 в місті була відкрита перша школа, в 1783 — Шляхетне училище. У 1808 була організована чоловіча гімназія, в 1817 духовна семінарія. Жіноча гімназія відкрилася в Курську лише в 1870 році.
У 1797 в Курську запрацювала друкарня. Спочатку видавалася переважно художня література. У 1792 в місті з'явився театр (приватний, братів Барсових).
На початку XIX сторіччя Курськ — не тільки торговий, але і промисловий центр. У 1846 в місті налічувалося 70 фабрик і заводів. Вже на початку XIX століття в місті був готель (містилася полковничихою Полторацькою). На згадку про події 1812 року в місті був зведений Знаменський собор (освячений в 1826).

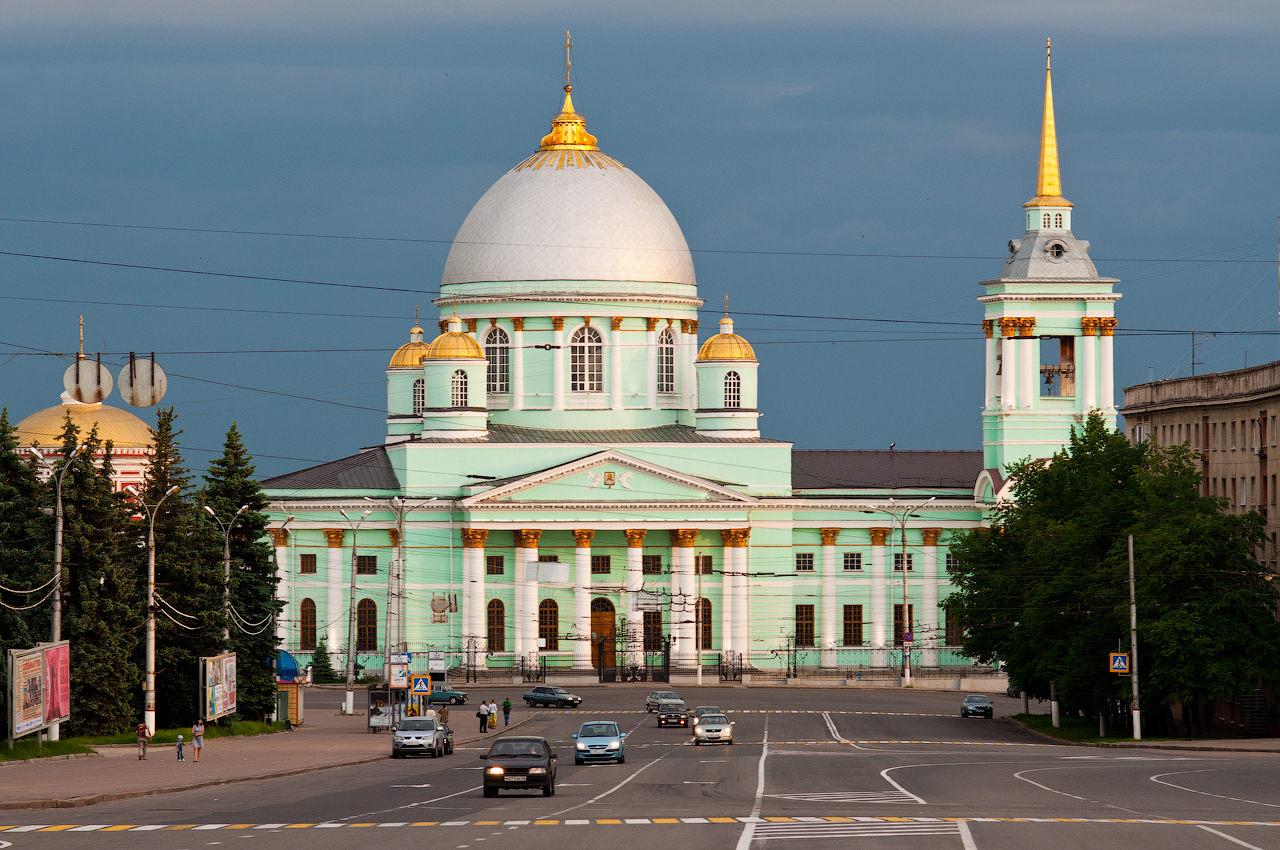
Знаменівський собор

З кінця 1860-х років Курськ — вузлова станція залізниць (у 1869 в місто по залізниці приїхав російський імператор Олександр II). В кінці XIX століття Курськ стає важливим центром харчової промисловості (борошномельною і цукровою); у 1883 введено в експлуатацію завод свічки (з 1935 — хімфармзавод). Швидко розвивалося міське впорядкування: 1874 роком датується поява водопроводу, 1897 — трамвайного руху (організованого бельгійською компанією «Курські трамваї», яка також проводила роботи по освітленню вулиць). Після викупної реформи 1861 в місті стали відкриватися банки — філія Міжнародного комерційного, міський суспільний і ін.
У 1903 прийняв перших відвідувачів курський краєзнавчий музей. Незабаром в Курську з'явилися перші кінотеатри («Ілюзіон», «Міраж», «Гігант» і ін.), велика бібліотека з читальним залом. На початку XX століття в місті діяли 21 православна і одна єдиновірська церква, католицький костел, дві синагоги, лютеранські церкви, чоловічий і жіночий монастирі. Городяни відпочивали в громадських садках. Таких у Курську в 1900-х роках було два — Лазаревський і «Лівадія»; в останньому діяв літній театр.
На початку XX століття за домінантної ролі харчової промисловості (у Курську діяв пивоварний Завод, один з найбільших в Росії, що належав А. Квіліцу) отримали розвиток і інші галузі промисловості; так, в 1900-ті роки в місті з'явилися 4 ситопробійні майстерні (з них найбільшою була майстерня Тихонова, продукція якої відправлялася на зовнішній ринок — в Німеччину, Австро-Угорщину і ін). Організовано декілька машинобудівних підприємств (у 1914 їх налічувалося 7, з них одне — залізничне). Умови роботи на курських підприємствах були важкими, нерідко піднімалися страйки (наприклад, у 1901–1903 страйкували робітники курських цукрових заводів). Курські робітники брали участь у загальному політичному страйку під час революції 1905—1907 років; проведення страйку було організоване курськими залізничниками.

### Союз Радянських Соціалістичних Республік
26 листопада (9 грудня) 1917 у місті була проголошена радянська влада.
28 листопада 1918 р. у Курську був сформований прорадянський Тимчасовий робітничо-селянський уряд України, який за кілька днів переїхав до м. Суджа.
20 вересня 1919 до міста увійшли Добровольча армія під командуванням генерала A. Денікіна. 19 листопада 1919 Курськ узяла Червона армія. Курськ був центром прикордонної області з УНР, за Берестейською угодою 1918 року.
На початку Німецько-радянської війни Курськ обороняла не тільки Червона армія, але і народне ополчення. На початку листопада німецькі війська підступили до міста; у ніч на 3 листопада Курськ був зданий німецьким військам. Місто сильно постраждало під час німецької окупації, що тривала до 8 лютого 1943, коли місто звільнила 60-а армія під командуванням генерала І. Черняховського; під час окупації близько трьох тисяч жителів міста було розстріляно, майже десять тисяч — погнано до Німеччини. Відновлення підприємств міста почалося вже в лютому 1944; тоді ж відродилося і культурне життя міста — 19 лютого відкрився кінотеатр, 27 лютого — драматичний театр. До 1950 міське господарство було повністю відновлене.

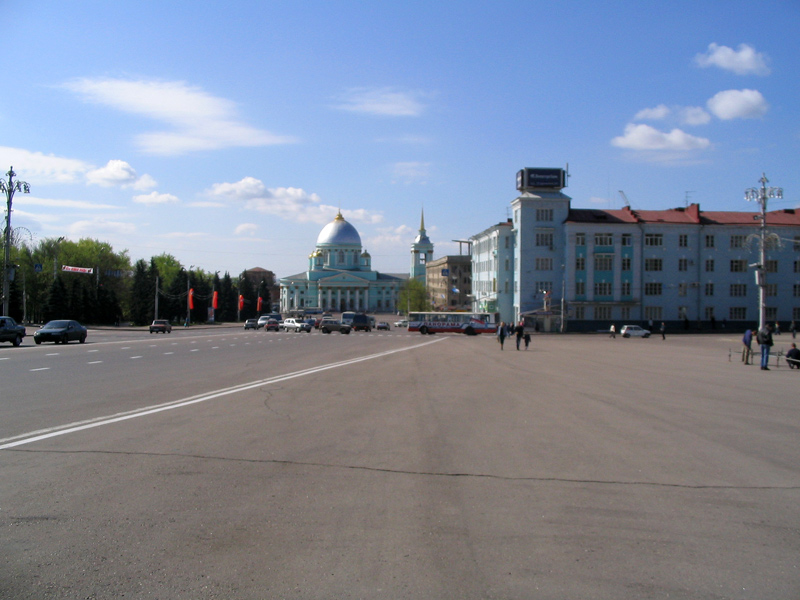
Червона площа

Ще 1930-х в місті з'явилося декілька великих освітніх установ: у 1934 — педагогічний інститут, в 1936 — медичний, в 1938 — Будинок піонерів (розвиток системи освітніх установ продовжився і в післявоєнні роки: у 1956 почав роботу сільськогосподарський інститут, в 1964 — політехнічний, в 1994 — інститут безперервної освіти.
Популярність Курську принесли Курська битва і Курська магнітна аномалія. Серед знаменитих курян — композитор Свиридов, художник Дейнека, історики Дружинін і Волгін, олімпійські чемпіони Чаплигін і Солодухин, письменники Костянтин Воробйов і Євгеній Носов, а також багато інших імен.

## Сучасний Курськ
Вищу освіту представляють:
- Курський державний університет [Архівовано 21 січня 2007 у Wayback Machine.]
- Технічний університет [Архівовано 12 грудня 2006 у Wayback Machine.]
- Медичний університет [Архівовано 28 лютого 2007 у Wayback Machine.]
- Сільськогосподарська академія [Архівовано 17 липня 2006 у Wayback Machine.]
- Інститут менеджменту, економіки і бізнесу
- Регіональний відкритий соціальний інститут [Архівовано 18 лютого 2007 у Wayback Machine.]

У 1990-х відкриті духовна академія і гімназія.
На 2006 рік в місті діють 7 готелів; 7 стадіонів, 2 спортивних клубу, спортивна школа, плавальний басейн іподром. Є шаховий клуб.
Курськ багатий на пам'ятки архітектури XIX століття. Найзначніші — опрічник купця Хлопоніна (середина 18 століття), Казанський собор (1778), будівля колишніх Дворянських зборів (наприкінці XIX століття), будівля колишньої чоловічої гімназії, будівля міської лікарні, палати гетьмана Мазепи (18 століття). У місті — 6 музеїв (краєзнавчий, Музей Курської битви, трамвая, автомобільного транспорта тощо), 3 виставкових зали (картинна галерея знаменитого уродженця Курська О. Дейнеки, виставковий зал Художнього фонду, Галерея сучасного мистецтва). Планетарій, 8 бібліотек, 3 театри (обласний драматичний імені О. С. Пушкіна, театр юного глядача і театр ляльок), філармонія, цирк. 14 будинків культури, 89 кінотеатрів. 27 храмів (з них один католицький, один старообрядницький і один баптистський).

## Адміністративно-територіальний устрій
| Найменування округів (з 1 березня 1994 року) | Історичні найменування                                                                                  | Площа, км² | Межі | Історичні місцевості, житлові масиви та промислові зони | Вулично-дорожня мережа                                                         |
| -------------------------------------------- | --- | ---------- | --- | --- | ------------------------------------------------------------------------------ |
| Залізничний                                  | Кіровський район (1936 — 1960 та 1962 — 1994)                                                           | 38         | Курський район; Сеймський округ: від вулиці Малинової по річці Тускарь вниз за течією до впадання її в річку Сейм; Центральний округ: по річці Тускарь до вулиці Малинової.                                               | Район ЗД, район «Аеропорту», мікрорайон «Муринівка», мікрорайон «Супутник» | 126 вулиць, 80 провулків, 14 безіменні проїзди, 2 майдани, 8 парків та скверів |
| Сеймський                                    | Промисловий район (1956—1960 та 1962—1994) Сталінський район (1939—1956) Дзержинський район (1936—1956) | 67         | Курський район; Залізничний округ: від вулиці Малинової по річці Тускарь вниз за течією до впадання її в річку Сейм; Центральний округ: по вулиці Малинової (парна сторона) та балці Глинище до південного кордону КДСГА. | район «Волокно», район «Магістрального проїзду», район Сеймського мосту, мікрорайон КЗТЗ | 164 вулиці, 2 майдани                                                          |
| Центральний                                  | Ленінський район (1936—1960 та 1962—1994)                                                               | 85         | Курський район: вздовж автошляху E105 (М2); Залізничний округ: по річці Тускарь до вулиці Малинової; Семський округ: по вулиці Малинової (непарна сторона) та балці Глинище до південного кордону КДСГА.                  | Мікрорайон «Північний», мікрорайон «Північно-Західний», мікрорайон «Тріумфальної арки», мікрорайон «Центрального ринку», мікрорайон «П'ятдесятка», мікрорайон «Пучковка», мікрорайон «Леніна», мікрорайон «Боївка» | 390 вулиць, 8 майданів, 16 скверів                                             |

## Освіта
Вища освіта міста представлена такими вишами:
- Курський державний університет;
- Курський державний медичний університет;
- Південно-західний державний університет;
- Курский державний аграрний університет.

## Економіка
- Курськгумотехніка — підприємство з виробництва і реалізації гумотехнічних виробів.

## Транспорт
У місті діє вузлова залізнична станція  Курськ, Міжнародний аеропорт «Курськ-Східний».

## Архітектурні пам'ятки міста

Найстаріша церква міста — Верхньо-Троїцька. 1695 р., наришкінський стиль. Дореволюційне фото.

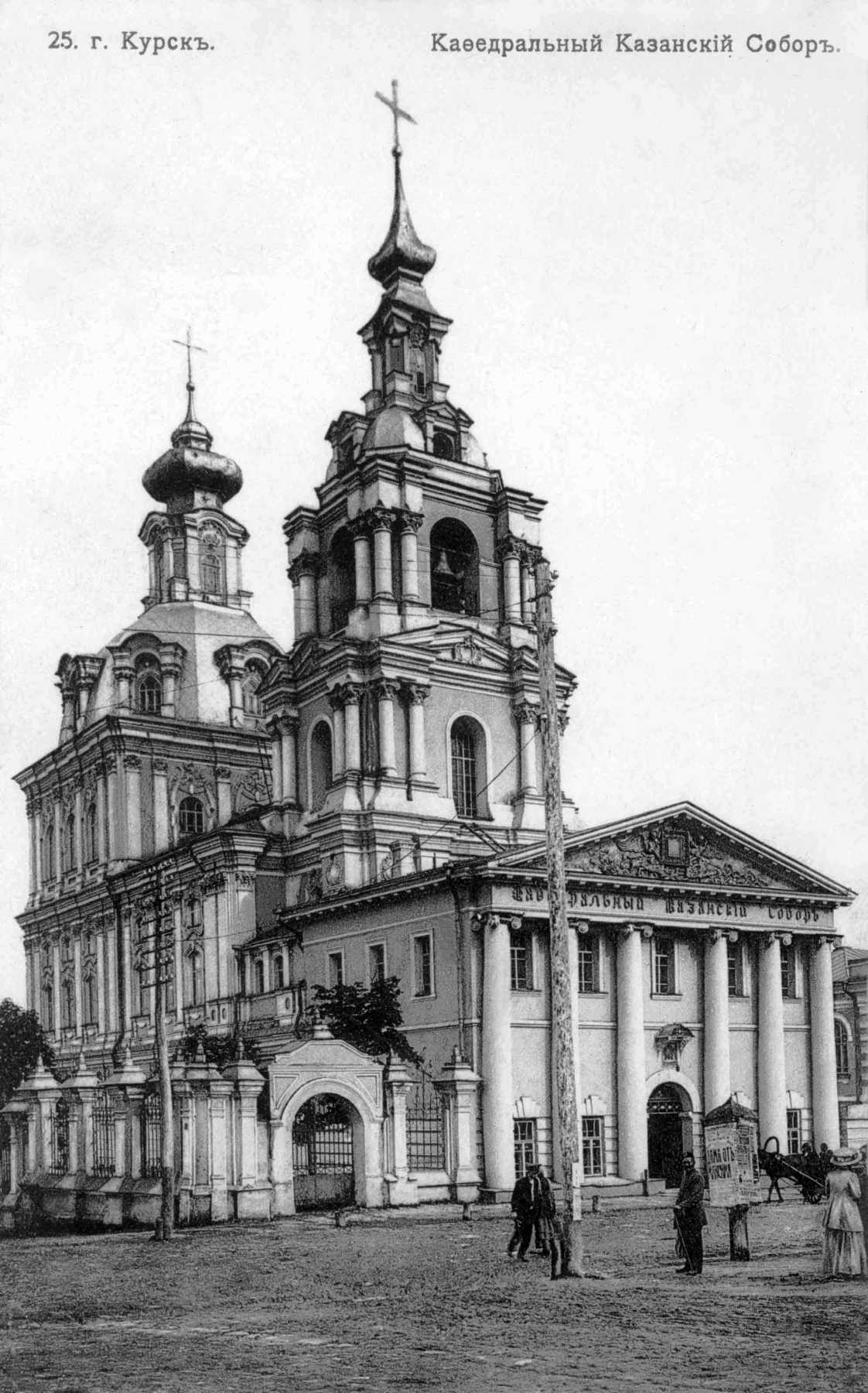
Сергієво-Казанський собор на дореволюційному зображенні.

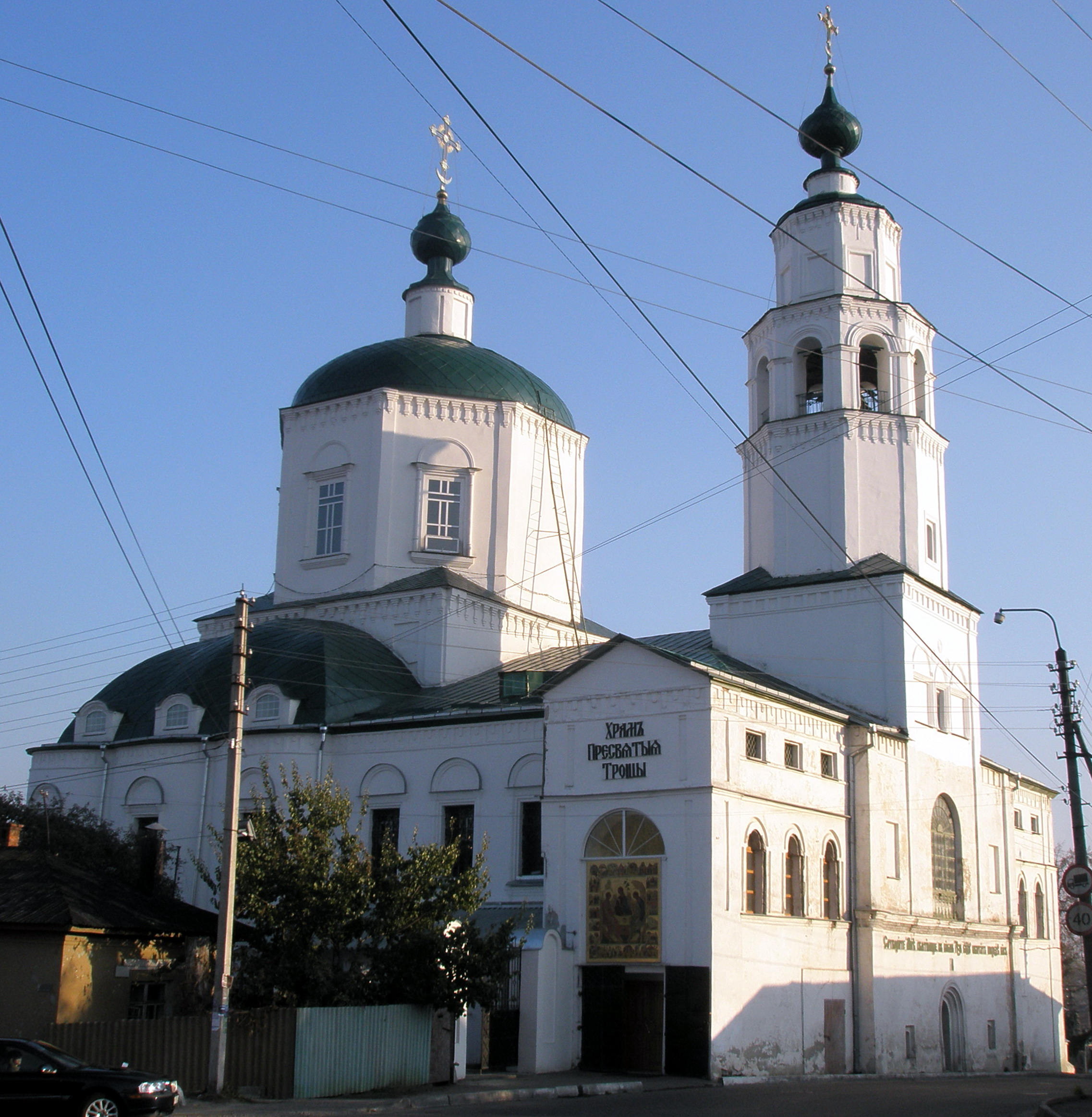
Нижньотроїцька церква

- Споруди Знаменського монастиря (XIX–XX ст.)
- Троїцька церква колишнього Троїцького монастиря (Верхня Трійця) — 1695 р., наришкінський стиль — найдавніша збережена пам'ятка міста. Двоповерховий триабсидний храм — восьмерик на четверику, із шатровою дзвіницею. Прибудови XIX–XX ст.
- Сергієво-Казанський собор. Кафедральний, 1752–1778 рр., надзвичайна пам'ятка єлизаветинського бароко. Іконостас XVIII ст.
- Введенська церква. 1761–1762 рр. Тетраконхова.
- Вознесенська церква. 1888 р. В еклектичному стилі.
- Всіхсвятська церква. 1813–1832 рр., класицизм.
- Іллінська церква. 1768 р. Бароко.
- Івано-Богословська церква. 1809 р., класицизм.
- Михайло-Архангельська церква. 1773 р., класицизм.
- Микольська церква. 1814 р., класицизм.
- Успенська церква. 1812 р., класицизм.
- Троїцька церква (Нижня Трійця). 1742 р. Збудована за зразком Верхньотроїцької. Наришкінський стиль, є пізніші прибудови.
- Микитинська церква. 1846 р., у псевдоросійському стилі.

## Відомі уродженці та мешканці
- Александрюк Віктор Ілліч (1922—1991) — Герой Радянського Союзу, льотчик-винищувач
- Алексапольський Микола Михайлович (1887—1955) — російський радянський вчений-геодезист, фахівець в області аерофотознімання і фотограмметрії. Брігінженер. Професор. Заслужений діяч науки і техніки РРФСР (1948).
- Андрей (Шептицький) (1865—1944) — митрополит Галицький та архієпископ Львівський, предстоятель Української греко-католицької церкви. Перебував на засланні у Курську в 1914—1915 рр.[2]
- Бєлоусов Євген Вікторович (1964—1997) — поп-співак, популярний в СРСР і Росії наприкінці 1980-х — початку 1990-х років
- Богданов Віктор Костянтинович (нар. 1981) — телеведучий, продюсер, маг та астролог.
- Богданович Іполит Федорович (1743—1803) — російський поет
- Бороздін Олексій Іванович (нар. 1937) — російський педагог-новатор
- Брежнєв Леонід Ілліч (1906—1982) — Генеральний секретар ЦК КПРС, Маршал Радянського Союзу, чотири рази Герой Радянського Союзу, Герой Соціалістичної Праці. Працював і навчався в Курську в 1921—1927 роках
- Бурих Юрій Сергійович (1939—1987) — український радянський артист оперети, співак (баритон). Заслужений артист УРСР (1969).
- Винокур Володимир Натанович (нар. 1948) — народний артист Росії
- Воробйов Костянтин Дмитрович (1919—1975) — радянський письменник
- Герман Гольд Мойсейович (род.1933) — єврейський художник, заслужений художник України
- Герман Юрій Павлович (1910—1967) — радянський письменник, драматург, кіносценарист. Закінчив школу в Курську
- Годник Симон Мойсейович — російський науковець у галузі педагогіки, доктор педагогічних наук, академік, професор
- Дейнека Олександр Олександрович (1899—1969) — радянський живописець, графік і скульптор, народний художник СРСР (1963)
- Длуська Яніна (1899—1932) — польська художниця
- Дружинін Микола Михайлович (1886—1986) — історик, академік АН СРСР
- Єгорова Ірина Костянтинівна (1920—2017) — головний лікар Сумської обласної лікарні (1957—1980), заслужений лікар УРСР.
- Зайцев Євген Митрофанович (нар. 1935) — радянський художник
- Кликов В'ячеслав Михайлович (1939—2006) — скульптор
- Коротков Микола Сергійович (1874—1920) — російський хірург
- Котельников Володимир Якович (1939—2015) — вчений, заслужений винахідник РРФСР, професор
- Малевич Казимир Северинович (1878—1935) — російський і радянський художник-авангардист, засновник супрематизму — напрямку в абстрактному мистецтві. Жив в Курську
- Носов Євген Іванович (1925—2002) — радянський письменник
- Плевицька Надія Василівна (1884—1940) — російська співачка, виконавиця російських народних пісень і романсів
- Повєткін Олександр Володимирович (нар. 1979) — олімпійський чемпіон з боксу (Афіни 2004)
- Райт-Ковальова Рита Яківна (1898—1989) — російська радянська письменниця і перекладачка
- Руцькой Олександр Володимирович (нар. 1947) — колишній віце-президент Росії, перший губернатор Курської області
- Саровський Серафим (1754—1833) — православний святий, преподобний
- Свєтловидов Микола Опанасович (1889—1970) — актор театру і кіно, народний артист СРСР (1965)
- Свиридов Георгій Васильович (1915—1998) — композитор, народний артист СРСР (1970)
- Семеніхін Віктор Петрович (нар. 1930) — курський архітектор і художник, член Спілки архітекторів (з 1962), почесний архітектор Росії (2001), нагороджений золотою медаллю «За відданість співдружності зодчих».
- Семенов Федір Олексійович (1794—1860) — російський астроном-аматор
- Сергєєв Олександр Семенович (1871—1904) — командир ескадреного міноносця «Стерегущий»
- Сергейчикова Сільвія Олександрівна (* 1939) — радянська і українська акторка театру і кіно, режисер ігрового та документального кіно
- Скляр Ігор Борисович (нар. 1957) — радянський і російський актор
- Солодухін Микола Іванович (нар. 1955) — олімпійський чемпіон з дзюдо (Москва 1980)
- Теплицький Марк Львович — Заслужений архітектор РСФСР, автор проектів багатьох споруд Курська
- Трутовський Костянтин Олександрович (1826—1893) — український художник-живописець і графік.
- Уфімцев Анатолій Георгійович (1880—1936) — радянський винахідник і авіаційний конструктор
- Феодосій Печерський (бл. 1008—1074) — православний монах, преподобний. Жив в Курську в дитинстві і юнацтві
- Чаплигін Валерій Андрійович (нар. 1952) — олімпійський чемпіон з велоспорту (Монреаль 1976), чемпіон світу (1977)
- Чернікова Лариса Володимирівна (нар. 1977) співачка російської естради
- Шеїн Олексій Семенович (1662—1700) — курський воєвода в 1683—1685 рр.., Перший російський генералісимус
- Шеховцев Михайло Петрович (1786-після 1869) — герой Вітчизняної війни 1812 року, командир 3-го Уланського Смоленського Імператора Олександра III полку, генерал
- Шуров Олександр Іванович — чемпіон світу і 7-разовий чемпіон СРСР з дзюдо
- Щепкін Михайло Семенович (1788—1863) — український та російський актор